# Paraharmochirus
Paraharmochirus là một chi nhện trong họ Salticidae. Chúng là những loài đặc hữu của New Guinea.

## Các loài
- Paraharmochirus monstrosus Szombathy, 1915 – New Guinea
- Paraharmochirus tualapaensis Zhang & Maddison, 2012 – New Guinea